# Црничани (Могила)
Црничани (мкд. Црничани) су насеље у Северној Македонији, у јужном делу државе. Црничани припадају општини Могила.

## Географија
Насеље Црничани је смештено у јужном делу Северне Македоније. Од најближег већег града, Битоља, насеље је удаљено 30 km североисточно.
Црничани се налазе у источном делу Пелагоније, највеће висоравни Северне Македоније. Насељски атар је на западу равничарски, док се на истоку издиже Селечка планина. Надморска висина насеља је приближно 690 метара.
Клима у насељу је континентална.

## Становништво
Црничани су према последњем попису из 2002. године имали 41 становника.
Претежно становништво по последњем попису су етнички Македонци (100%).
Већинска вероисповест је православље.